# Erika Abril
Erika Abril, född 29 mars 1978, är en friidrottare från Colombia. Hon deltog vid olympiska sommarspelen 2012 och olympiska sommarspelen 2016.